# Saint-Juvat
 Saint-Juvat  (en bretón Sant-Yuvad) es una población y comuna francesa, situada en la región de Bretaña, departamento de Côtes-d'Armor, en el distrito de Dinan y cantón de Évran.

## Demografía
| 774 | 704 | 652 | 664 | 678 | 648 |
| Para los censos de 1962 a 1999 la población legal corresponde a la población sin duplicidades (Fuente: INSEE [Consultar]) |     |     |     |     |     |